# المسلمون والعلمانيون في التمرد (كتاب)
المسلمون والعلمانيون في التمرد (بالفرنسية: Musulmanes et laïques en révolte) هو كتاب صدر باللغة الفرنسية من تأليف مونيك ايون وماليكة بوسوف عن 20 شخصية نسائية من دول عربية وإسلامية من ضمنهم مصر، تونس، ليبيا، مالي، سوريا، أفغانستان والجزائر، تم إجراء لقاءات معهم، ووصفهم الكتاب بأنهم «يقاتلون من أجل المساواة والعلمانية والديمقراطية».

## عن المؤلفين

### مونيك ايون
كاتبة وصحافية وكاتبة. ولدت في الجزائر، شعرت بالحاجة إلى مقابلة هؤلاء النساء المثاليات. المؤلف، نشرت مؤخرًا: My Algeria ، 2012 ed. Hugo & Cie ، وتتعاون بانتظام مع Nouvel Observateur وعلم النفس والقسم الأدبي في Biba.

### مليكة بوسوف
ولدت في الجزائر في أبريل 1954. وعملت في علم النفس من خلال التدريب، ووعملت كصحفية عام 1985 في (الثورة الأفريقية، لو ميدي ليبر، RTL.)، وانضمت في عام 1991إلى صحيفة لو سوير دالجيري المستقلة اليومية التي أصبحت رئيسة تحريرها، وفي الوقت نفسه، تنظم مائدة مستديرة حول قانون الأسرة والعنف ضد المرأة من أجل جمعية «نساء في التواصل».

## رؤية الكتاب
يطور الناشطات اللائي يعبرن عن أنفسهن في هذا الكتاب، كل بطريقتهم الخاصة، المبادئ المنصوص عليها في «دعوة المرأة العربية من أجل الكرامة والمساواة» التي أطلقت في مارس / آذار 2012 من قبل ثماني نساء عربيات، من بينهن سمر يزبك، معارضة سورية، نوال السعداوي وهي ناشطة مصرية، عزة كامل مغور، وهي محامية عضو في المجلس الليبي لحقوق الإنسان.
يقول الكتاب أن في المجتمعات الإسلامية «التي تدعي أنها تطمح إلى الحداثة»، يرتبط مصير الديمقراطية ارتباطًا وثيقًا بالمكان الذي تشغله النساء. في خط المواجهة، في كل زلزال شعبي - الغريزة الاجتماعية للبقاء - يواجهون قوة المحافظين المسلمين الذين يرفضون أي تغيير وخصوصية في المجتمعات التي يتم بناء نظامها الأبوي والديني كنموذج للحكم. ماذا يمكن للمرء أن يقول عن المرأة التي تنتهك حقوقها في أوقات السلم؟
اليوم، وفي مواجهة النهضة الإسلامية، هن أول من يتعرض للتهديد وحقوقهن تتراجع أكثر.
يصف المؤلف الكتاب بأنه هو وسيلة للإشادة بهؤلاء النساء العربيات «الثائرات» اللاتي لديهن القوة لقول «لا» والشجاعة في المقاومة لإثبات تحررهن، رغم العقوبات الشديدة التي يتعرضن لها. وأن هذا الكتاب هو تكريم لمعركتهن، بل هو أيضا صرخة من التنبيه. الإسلاموية الأصولية، المنتشرة في جميع أنحاء العالم الإسلامي، تتجذر تدريجياً في الغرب وتشكل تهديدًا للديمقراطيات الغربية، كما تعلن نفسها بصوت عال وواضح.
تركز شهادات هؤلاء النساء اللائي شاركن في الكفاح من أجل عالم أفضل بشكل أساسي على قضيتين أساسيتين: رفض العنف خاصة ضد النساء، وحرمان أي تمييز جنسي، وهما قضيتان لهما أهمية كبيرة للمرأة. انخرط اللبنانيون اليوم في مكافحة العنف ضد المرأة واعتماد نظام قانوني يضمن المساواة بين الجنسين.
وهذا العنف الذي يتجلى بطرق مختلفة هو جزء من نفس العملية. ديما الجندي، الموجودة في هذا الكتاب، تعبر عنها بشكل جيد. يستنكر فيلمه "Good for Sale"، وهو فيلم وثائقي عن العبودية المنزلية في لبنان، معاملة الشابات، النساء السريلانكيات في هذه الحالة.
وهذه المعركة لا تهم النساء فحسب، بل جميع أولئك الذين يقاتلون لوضع حد للعنف بجميع هذه الأشكال ومنع تحول بلدهم مرة أخرى في الحرب. تقول الكاتبتان إن العيش معاً الذي يدافع عنه اللبنانيون يتطلب إدراك أننا جميعًا، رجالًا ونساء، مسيحيون ومسلمون، أغنياء وفقراء، نفس الحقوق ونفس الواجبات وأن أي تمييز هو مصدر للعنف.
إن الوسائل التي تتبناها النساء لمكافحة العنف والتمييز بين الجنسين متنوعة للغاية. لفت انتباهي مثالان: صورة زازي سادو، جزائرية، التي أنشأت «التجمع الجزائري للمرأة الديمقراطية» لمواجهة الإرهاب الإسلامي الذي شهدته البلاد في التسعينيات، ونادية خياري، تونسية، أستاذ في الفنون الجميلة في تونس، الذي ابتكر كتابًا فكاهيًا له شخصية مركزية، قطة اسمها «ويليس من تونس»، أصبح أحد شعارات الثورة التونسية.
الاستنتاج الذي توصل إليه مؤلفا الكتاب هو أن الأمر سيستغرق بعض الوقت والصبر لكي تبتكر الدول العربية مع الربيع العربي طرقها الخاصة، ولكن هناك شيء واحد مؤكد على حسب قولهما: الديمقراطية لن تحدث بدون نساء.

## شخصيات الكتاب[1]
- رندة قسيس - سياسية سورية، عالمة أنثروبولوجيا، رسّامة، معارضة لنظام بشار الأسد.

ولدت رندا قسيس في دمشق، وكان والداها معارضا لنظام الأسد، بينما كانت والدتها تدافع عن النظام وترى أنه يحافظ على أمن سوريا، وفي سن المراهقة بدأت رندا تتمرد على الوضع المحيط بها لتقرر أن تغادر دمشق وتلحق بشقيقها بباريس، لتدخل عالم الفن التشكيلي وتبرز فيه بقوة من خلال الكثير من اللوحات والتي استطاعت أن تعبر فيها عن نفسها من خلال لوحاتها النسائية الممزوجة بالفضاءات الواسعة، لتنجح بعدها في تسجيل اسلوب رسم «العاري المستخبي» بأسمها، إلا أنها ابتعدت عن الرسم تدريجيا حيث تبنت اداة أخرى للتعبير عما يجول في عقلها من افكار وتستعرضها من خلال القلم لتلمع في عالم الكتابة أيضا. ومن لعبة كيك بوكسينغ، ركلت قسيس الفن والمسرح الذي درسته لتذهب إلى عالم السياسة عام 2008 وتستكمل مسيرتها.
إنها واحدة من أوائل النساء اللاتي انتقدن الأديان بشكل علمى على شبكة الإنترنت، وبعد «الربيع السوري»، انضمت إلى المجلس الوطني السوري الذي استقالت منه في سبتمبر 2012 عندما أكدت على ظهور الإسلاميين الراديكاليين في سوريا، لتأسس حركة المجتمع التعددي، بهدف إقامة «جمهورية سورية حرة ديمقراطية علمانية» ونشر الوعي الديمقراطي وتطوير قواعد التفكير فيما يخص مفهوم الحرية والعدل واحترام الاختلاف..
وقبل كل شيء، تريد قسيس إسقاط نظام بشار الأسد، وتحاول التوصل إلى حل وسط مع بعض المدافعين عن النظام لإنهاء حمام الدم في البلاد. فمن خلال نشاطها المكثف من خلال حملات تهدف لخلق مجتمع تعددي وعلمانى. رندة مقتنعة بأن التقدم سوف يتم عن طريق النساء لأنهن ليس لديهن ما يخسرنه، هدفها أن تكون في موقع مسئول حيث تستطيع البدء بالتغيير للوصول لمجتمع حر يكون فيه الفرد حرا ومسئولا مما يجعل سوريا دولة ديمقراطية علمانية لكافة أطياف المجتمع السوري.
- أعيان حرسي علي - سياسية هولندية من أصل صومالي.

ولدت آعيان في الصومال، ونشأت بين المملكة العربية السعودية وإثيوبيا وكينيا. يعتبر والدها هو زعيم المعارضة في الصومال، وهو من سمح لها بالحصول على التعليم في بلد لا تؤمن بتعليم الفتيات، إلا أنه اجبرها أيضًا على الزواج. إنها السوداء والجميلة والمسلمة والمختنّة، لم تتوافق أبداً مع السلطة مما دفعها للسفر إلى هولندا في الثانية والعشرين من عمرها، حيث تقدمت بطلب للحصول على اللجوء السياسي، وهناك التحقت بجامعة ليدن لتدرس العلوم السياسية، ملاحظة بسيطة: "لقد فكرت فقط في حياة أمي والنساء الذين أحاطوا بي في طفولتي. لقد استرشدت بمزيج من الفضول والاعتقاد بوجود شيء أفضل. ولإضافة: "لقد تركت عالم الإيمان والختان والزواج القسري لعقل العقل والتحرر".
بعد حصولها على الجنسية الهولندية، دخلت الشابة السياسة، إلى جانب حزب العمل أولاً ثم إلى حزب VVD الليبرالي الذي أصبحت عضواً في البرلمان من أجله. في أعقاب هجمات 11 سبتمبر 2001، أعلنت نفسها ملحدة علانية، ثم وقعت تحت تهديد تهديدات بالقتل.
تحارب الشيوعية في هولندا وخاصة ضد «مناطق الشريعة» التي تكون فيها الفلسفة الإسلامية مناسبة. من خلال محاربة استقطاب الجالية المسلمة في هولندا، تأمل أن تغرس في الجميع أهمية بنية علمانية تضمن التسامح مع الأديان. وتدافع عن النساء اللاتي يواجهن إسلامًا أصوليًا ورجعيًا: «إنهن الآلاف، الأسير داخل جدران اللاعقلانية والخرافات. يجب أن أجعل نفسي أسمعهم وأقنعهم بالسيطرة على حياتهم».
- نوني درويش - صحفية ولدت في القاهرة تعيش في الولايات المتحدة

نشأت نوني في غزة، تحت الحكم المصري، عندما كان ناصر يحاول توحيد العالم العربي ومعارضة إسرائيل. كان والدها، المسؤول عن المخابرات العسكرية المصرية، يقود رجالاً مستعدين لقتل اليهود من أجل قضية الجهاد . تتذكر نوني في المدرسة "لقد تعلمنا الكراهية والانتقام والانتقام". "بالنسبة للسلام، فهي ليست قيمة للإسلام. يقول الصحفي "إنها علامة على الهزيمة والضعف".
في القاهرة، تدرس في علم الاجتماع، وترفض ارتداء الحجاب وتعيش بشكل سيء كامرأة في بلد عربي. أصبحت صحافية وهاجرت إلى الولايات المتحدة حيث تزوجت من مصري قبطي. أثناء حضوره مسجد، فإن خطاب المسلمين يصدمها بعمق: «لدي انطباع بأنهم يريدون أسلمة أمريكا»، يقلق نوني أحداث 11 سبتمبر 2001 ، يحطم أيضا تصورها للدين. يستحضر أصدقاؤها في مصر مؤامرة يهودية. هذا كثير جدا بالنسبة للشابة. بعد اعتناق المسيحية، كتبت رسالة مفتوحة، ترددت على شبكة الإنترنت، وأنشأت في عام 2004 منتدى مخصص للتسامح الديني.
إنها تناضل من أجل العرب والمسلمين لدعم دولة إسرائيل وتشجيع النقد الذاتي البناء للعالم العربي والإسلامي. هي إحدى الدول الموقعة على إعلان قمة العلم الإسلامي (5 أبريل 2007) التي تدعو إلى «الفصل بين المسجد والدولة» في البلدان الإسلامية. إنها تريد أن تتحد الدول الغربية لمحاربة أيديولوجية خطيرة. «يجب ألا يخاف الغرب من الإساءة إلى المسلمين لأن المسلمين أنفسهم هم ضحايا هذه الأيديولوجية».
- شاهيناز عبد السلام - مهندسة ومدونة مصرية.

إن شاهيناز، التي تنتمي إلى عائلة تمارس الرياضة وتحافظ عليها للغاية، هي المرأة الوحيدة في عائلتها التي تجرأت على السير في مسار بديل، ورفضت الدراجة «أطفال الدراسة-الزواج». بينما تتابع دراساتها الهندسية، فإنها تطلق بعد عام من الزواج التعيس. وتقرر التغلب على حريتها: فهي ترفض ارتداء الحجاب وتذهب للعيش بمفردها في شقة في القاهرة وتحصل على وظيفة مهندسة. في عام 2005، بدأت تشجب نظام حسني مبارك على مدونته، Une Egypyptienne . بينما تمرد ضد الرقابة، فإن صدى كتاباتها يرددها نشطاء الإنترنت الآخرون الذين يدعون إلى التمرد.
تتذكر شاهيناز: «اعتقدت عائلتي وأصدقائي وزملائي في العمل أنني كنت مجنونة» ومع ذلك، فهي لا تستسلم وتستمر في قتالها إلى حد التنصت عليها، لتتعرض لتهديدات يومية وللمرور عبر زنزانة السجن لبضعة أيام. تتعاون مع صديقاتها من أجل تأسيس حركة 6 أبريل والتي ستؤدي إلى استقالة مبارك، 11 فبراير 2011.
منذ سقوط مبارك، يستمر المدون في شن حملة ضد الخوف بين الشباب. بينما تغيرت المواقف، فإنها تخوض معركة شرسة ضد مشكلة اجتماعية لم تتناقص في مصر، والتحرش الجنسي. «لا يوجد شيء يحمل الملاحقون: لا العمر ولا الخاتم على الإصبع ولا الحجاب»، يرثى لشيناز. ولإضافة: «لدي دائمًا أحجار في حقيبتي». إنه لا يتحدى الدين بل مزيج من التقاليد الكراهية للنساء والتفسيرات الدينية. لقد أدركت أنه حتى أصدقائها، شباب الثورة، لم يبدوا قلقًا كبيرًا بشأن محنة المرأة المصرية. شيناز مقتنعة الآن بأن أقرانها مستعدون أخيرًا للقتال لرفع أصواتهم.
- حياة زراري - أستاذة وباحثة في علم الإنسان بجامعة الحسن الثاني.

ولدت حياة في قرية تسمى بني زرارة. وتعتبر ناشطة منذ الصغر، ذهبت حياة إلى السجن في سن العشرين. قالت في الكتاب: "إن ملاحظة الطريقة التي عاشت بها الفتيات والنساء في بيئتي، ومدينتي، وقريتي الأصلية وجميع الأماكن الأخرى، جعلتني أدرك مبكراً عدم المساواة في النوع والتمييز وجعلني ليكون على بينة من الظلم الذي تواجهه المرأة في بلدي. وتقول في الكتاب: "بينما كنت أتطور في بيئة أكثر انفتاحًا أو أقل، شعرت بثقل الظلم ودعمت هذا الاحتقار الواسع للنساء أكثر فأكثر".
كانت أيضًا رئيسة لجمعية مكافحة العنف ضد المرأة المغربية من 2004 إلى 2012.
- ابتسام لشجار

شاركت ابتسام في تأسيس الحركة البديلة للحريات الفردية (MALI) في عام 2009، والتي تدافع عن حقها في عدم صيام رمضان والحريات الفردية بالمعنى الواسع.
تواصل ابتسام والتي تعمل كعالمة نفسية في ولايتها تصدر عناوين الصحف من خلال مواقفها بشأن الدين - تدعي علنا الإلحاد وتقول "أنا نسوية وأطالب بها. لقد بدأني والدي للنشاط. معارضة نظام الحسن الثاني ، تعرض للسجن والتعذيب. المجتمع يعتبرنا مسلمين ، لكن والدي كان لاأدري وأريد أن أقول بصوت عال وواضح أنني ملحدة ؛ "أنا لا أؤمن بالله أو الدين"، كما أوضحت في الكتاب ، وهي لم تفشل في انتقاد اللقب (المسلمون والعلمانيون).
- منى عز الدين - رئيسة تحرير مجلة فيمينا ، وهي مجلة نسائية تصدر باللغة الفرنسية.

«لقد أصبحت نسوية منذ طفولتي. تقول:» لديّ كراهية شريرة من كره النساء ، وقد تركت أفعالي على فيسبوك ضد الذكاء ، المتعصب ، والفاتشو غالبًا ما يختبئون وراء الخطب ذات المنطق السليم". "لقد جئت من عائلة مسلمة ، تقليدية ولكن ليبرالية ، ثلاثة أشقاء وثلاث أخوات. لقد فقدت أمي في سن الخامسة ؛ كان والدي هو الذي كان نموذجي. كان جراحًا محترفًا ، وكان صارمًا وشديدًا ولكنه منفتح فكريًا نسائيًا. هو الذي أطلقني على الحركة النسائية من خلال إعطائي قراءة أعمال مثل أعمال سيمون دي بوفوار أو فاطمة مرنيسي. تقول منى ، 34 عامًا ، هذه الكتابات ساعدتني كثيرًا.
- فاطمة عياشي - ممثلة ومخرجة

اشتهرت بلعبها ، في عام 2006، في فيلم "ماروك" و "لحسن زينون" La femme écrite الذي كتب في عام 2012، أدوار جذبت غضب المحافظين. "اللعب يسمح لي بالمشاركة السياسية والتعبير عن كل هذه الثورات التي أحملها بداخلي. تقول: "ربما تكون هذه هي طريقتي في القتال". "أنا لا أعتبر نفسي نسوية ، أنا لا أحب هذا المصطلح الذي أجده مفرط الاستخدام وسوء الاستخدام. ولكني أقف ضد الظلم وضد الهجمات على الكرامة الإنسانية. وبالطبع ، فإن عدم المساواة في الحقوق بين الرجل والمرأة جزء منه ".
- ريم ماجد - إعلامية وصحفية مصرية.
- جميلة بن حبيب - سياسية جزائرية تعيش في كندا.

هي صحفية، كاتبة وناشطة سياسية كندية جزائرية الأصل ومعروفة بآرائها ضد الإسلام الأصولي، نالت جائزة العلمانية التي قدمتها اللجنة الجمهورية العلمانية ومجلة المرأة شاتلين وتعد من بين 50 امرأة الأكثر أهمية في كيبيك، في 16 يونيو 2019، يوم اعتماد قانون علمانية الدولة، أعلنت عن انتقالها إلى بلجيكا للانضمام إلى مركز العمل العلماني، حيث ستهدف إلى الجمع بين المسلمين العلمانيين في البلاد، أوروبا والعالم.
- إرشاد منجي - مولودة في أوغندا وتعيش في كندا.

لها مؤلفات مثل: المشكلة مع الإسلام اليوم - الإيمان دون خوف - الله والحرية والحب، وتلقت منجي تهديدات بالقتل في تورونتو بسبب آرائها.
- نجلاء كلك - عالمة اجتماع ألمانية من أصل تركي.

حصلت على درجة الدكتوراه في عام 2001 مع التحقيق في مجيء سن المرأة في الإسلام.
موضوع بحث كيليك هو المجتمع الموازي الذي يتميز به الإسلام في ألمانيا. في عام 2011، قالت: «أن تصبح مسلماً هوية مكتفية ذاتيًا. وهذه الهوية تتكون فقط من كونها مختلفة - تختلف عن الأوروبيين ، ومختلفة عن الأفارقة ، ومختلفة عن الهنود. وهذا يخيفني. [آخرون] لا تذكر اختلافهم من حيث الرفض التام للمجتمع الذي يستضيفهم ، ويستعدون للاستيلاء على يوم واحد ، وكثيراً ما أسمع هؤلاء الشباب المسلمين الذين يتفاخرون في يوم من الأيام ، بأن هذا البلد سيكون ملكهم». كما تنتقد أولئك الذين يرون أنفسهم ضحايا ، قائلة: «اليوم ، يتم منح الأتراك أو المسلمين حق الوصول الكامل إلى الحقوق المدنية والديمقراطية والحرية - ويرفضون كل ذلك. يمكنهم الحصول على التعليم الجيد والرعاية الصحية ، الرفاه الاجتماعي ، لكنهم يختارون طوعًا الابتعاد ، والركود في عوالم متوازية. [...] كيف يمكنهم أن يظلوا يعتبرون أنفسهم ضحايا ، كما كان اليهود في الماضي؟»
إنها ترفض التسامح مع قمع كل من الفتيات والفتيان في الأسر الإسلامية باعتبارها «تسامح يساء فهمه».
تعارض كلك قمع النساء في الإسلام. وقد انتقدتها المنظمات الإسلامية بشدة لهذا ، خاصةً لأنها مقتنعة بأن هناك القليل جدًا من التوافق بين المثل الغربية والإسلامية.
- مينا آهادي - إيرانية.

مينا آهادي تعارض القوانين الدينية وتعزز حقوق المواطنة وقانون علماني واحد. آهادي هي أيضًا الشخصية الرئيسية للجنة الدولية لمناهضة الإعدام واللجنة الدولية لمناهضة الرجم. وهي أيضًا المؤسس الرئيسي للمجلس المركزي الألماني للمسلمين السابقين. يهدف المجلس المركزي للمسلمين السابقين إلى كسر الحظر المفروض على نبذ الإسلام ومعارضة قوانين الردة والإسلام السياسي.
أُعدم زوج أحادي ، الذي كان ناشطًا سياسيًا أيضًا ، في إيران في تاريخ ذكرى الزوجين. أصبح إعدامه الدافع لها لمحاربة عقوبة الإعدام
- تسليمة نسرين - من مواليد بنغلاديش كاتبة ولاجئة في السويد.

تسليمة نسرين هي كاتبة تحمل الجنسية السويدية من أصل بنغلاديشي وطبيبة سابقة، عاشت في المنفى منذ عام 1994. بدأت بكتابة الشعر في أواخر ثمانينيات القرن العشرين، لكنها حصلت على شهرة عالمية بحلول نهاية القرن العشرين بسبب مقالاتها ورواياتها التي ناصرت فيها المرأة وانتقاد الأديان بشكل عام ونقد الإسلام بشكل خاص بعد ارتدادها من الإسلام.
منذ أن غادرت بنغلاديش في 1994 بسبب تلقيها مكالمات تهديد، عاشت تسليمة في عدة دول؛ في حزيران (يونيو) 2011، عاشت تسليمة في نيو دلهي. تعمل تسليمة على بناء مفاهيم الإنسانية العلمانية، حرية الفكر، المساواة أمام القانون، وحقوق الإنسان عن طريق النشر وإلقاء المحاضرات والحملات التثقيفية.
- وفاء سلطان - سورية.

هي ملحدة ولا دينية وتنتقد في أرائها وبشدة الإسلام من ناحية معالجته لقضايا المرأة والفكر الاقصائي والحض على العنف.  تصف سلطان بأنها تشهد «معركة بين الحداثة والبربرية التي سيخسرها الإسلام». ولقد تلقت تهديدات هاتفية لها من أشخاص مسلمين، ومدح من الإصلاحيين. وأنه «لا يوجد رجل يهودي فجر نفسه في مطعم ألماني»، وتلقت دعوة إلى زيارة القدس من قبل الكونغرس اليهودي الأمريكي. وتعتقد سلطان أن «مشكلة الإسلام متجذرة في تعاليمه. فالإسلام ليس دينًا فقط، وإنما هو أيضًا أيديولوجية سياسية تدعو إلى العنف وتطبق أجندته بالقوة».  وفي نقاش مع أحمد بن محمد، قالت: «كانت هذه تعاليم الإسلام التي شوهت هذا الإرهابي وقتل إنسانيته».
- شادروت دجافان - كاتبة ولدت في إيران.

كتبت أطروحتها عن "التلقين الديني وأسلمة النظام التعليمي في إيران بعد النظام الخميني" - دراسة تستند إلى تحليل الكتب المدرسية. في عام 1998، بدأت أطروحتها: "الكتابة الإبداعية في لغة الآخر"، تتخلى عن أطروحتها وتكتب روايتها الأولى. لقد جئت من مكان آخر.كتبت كتيبًا ضد الحجاب الإسلامي ، نشرته إصدارات غاليمارد في سبتمبر 2003. وقدمت تحليلًا أنثروبولوجيًا وتاريخيًا للحجاب الإسلامي وأهميته الثقافية والتقليدية والنفسية والاجتماعية والجنسية والقانونية والسياسية ؛ تسأل عن أن يتم التعرف على حجاب القصر باعتباره سوء معاملة ضدهم. "إن حجاب القاصر يعني أنها صالحة للزواج ... والحجاب يعرّف القاصر بأنه كائن جنسي ... والحجاب يعرّف المرأة نفسياً واجتماعياً وجنسياً وقانونياً بأنها غير إنسانية. ».
- بريجيت غابرييل - صحفية مسيحية لبنانية تعيش في الولايات المتحدة.

في عام 2009، قالت «جابرييل» أن الإسلام «يعزز التعصب والعنف»، وأن «المسلمين المعتدلين يجب أن ينظموا هؤلاء المستنيرين والمتعلمين من المسلمين الغربيين في المجتمع لبدء حوار لمناقشة إمكانية إصلاح الإسلام كما تم إصلاح المسيحية واليهودية من قبل.» تقول أن هناك «سرطان يسمى Islamofascism يدعو لعالم يكون فيه التطرف هو السائد». في يونيو / حزيران 2014، قالت جبريل أن «المتطرفين يقدرون بما بين 15 إلى 25 في المئة» في جميع أنحاء العالم. في مقابلة مع الأخبار اليهودية الأسترالية، قالت أن «المسلم الممارس الذي يتمسك بتعاليم القرآن-الأمر ليس بهذه البساطة- بل المسلم الذي يذهب إلى المسجد كل يوم جمعة ويصلي خمس مرات في اليوم، والذي يعتقد أن القرآن هو كلام الله أو الذي يعتقد أن محمد هو الرجل المثالي هو مسلم متطرف».
- هالة الباجي - كاتبة تونسية.

اجتازت مباراة التبريز في الأدبيات المعاصرة بنجاح ثم التحقت بجامعة تونس لتدريس الآداب. انضمت لاحقا لمنظمة اليونسكو بباريس. في سنة 1998، قامت بتأسيس معهد تونس الدولي.عبرت عن إعجاب كبير اتجاه الكاتب  مارسيل بروست وكان تأثيره جليّا في قصصها. في سنة 1983، حصلت على جائزة دول إفريقيا المتوسطية (Prix de l’Afrique méditerranéenne) التي تمنحها جمعية كتّاب اللغة الفرنسية. ساهمت في مجلة النقاش ومجلة الروح الفرنسيتين
- هيفاء المنصور - أول مخرجة سينمائية سعودية.

لم تكن تنوي تركيز أعمالها السينمائية على قضايا المرأة ، لكنها وجدت أن من المهم للغاية عدم معالجتها. لقد تلقت رسائل الكراهية والنقد لكونها غير متدينة ، وهو ما تنفيه. ومع ذلك ، فهي تشعر أن المملكة العربية السعودية بحاجة إلى إلقاء نظرة أكثر انتقائية على ثقافتها.  كما تلقت الثناء من السعوديين لتشجيعهم النقاش حول الموضوعات التي تعتبر عادة من المحرمات.